# Silvrettagletscher

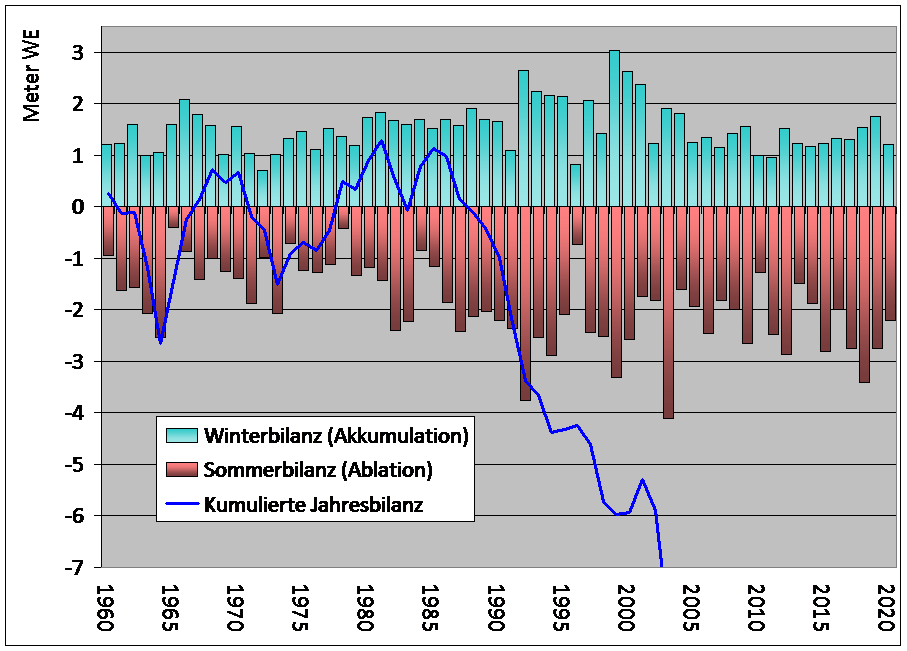
Massenbilanz des Silvrettagletschers von 1960 bis 2020.

Der Silvrettagletscher ist ein etwas mehr als 3 km langer und rund 1 km breiter Schweizer Alpengletscher im Nordosten des Kantons Graubünden. Mit einer Fläche von etwa  2,8 km² ist er der grösste Gletscher in der Silvrettagruppe. Der Silvrettagletscher entsteht an der Südwestflanke des Silvrettahorns und fließt nach Westen, wobei er im Norden vom Gletscherrücken, einem Felsgrat, welcher in der Rotfluh (3166 m) gipfelt, und über den die Landesgrenze zwischen der Schweiz und Österreich verläuft, und im Süden vom Kamm der Chremerchöpfe flankiert wird. Die Rotfluhlücke (ca. 3060 m) bietet einen Übergang zum nördlich gelegenem Klostertaler Gletscher. Im Südosten hängt der Silvrettagletscher über den hochalpinen, eisbedeckten Silvrettapass (ehemals 3003 m ü. M.) mit dem Gletscher La Cudera, der im unteren Teil Vadret Tiatscha heißt, zusammen. (Vadret ist der rätoromanische Name für Gletscher.) Durch die Erwärmung der Atmosphäre ist die Passhöhe inzwischen (2019) auf 2987 m abgeschmolzen. Der Silvrettapass bildet auch die Wasserscheide zwischen Rhein und Donau.
Vom Silvrettagletscher wird der Verstanclabach, ein Quellbach der Landquart, gespeist. Seit seinem Hochstand um 1860 während der Kleinen Eiszeit hat sich der Gletscher um etwas mehr als 1 km zurückgezogen. In der vom Gletscher hinterlassenen Moränenlandschaft sind seither mehrere kleine Seen entstanden. Unterhalb der Gletscherzunge steht auf 2341 m ü. M. die Silvrettahütte des Schweizer Alpen-Clubs, Ausgangspunkt für ausgedehnte hochalpine Gletscher- und Bergtouren.
Seit 1956 werden von der ETH Zürich jährlich Daten aufgenommen. Seit Messbeginn bis ins Jahr 2011 wurde ein Rückgang des Gletschers um 328 Meter festgestellt. Seit 1960 wird jährlich die Massenbilanz des Gletschers ermittelt. Dies ist die längste lückenlose heute noch fortgeführte Messreihe eines Schweizer Gletschers.
Das Silvrettagebiet wurde ins schweizerische Bundesinventar der Landschaften und Naturdenkmäler von nationaler Bedeutung aufgenommen.